# Сицилійський піастр
Сицилійський піастр — лічильна грошова одиниця Сицилійського королівства до 1815. Щоб відрізняти від монети, що мала обіг в материковій частині королівства (відомої як Неаполітанське королівство), її називали «сицилійським піастром», протиставляючи «неаполітанському піастру» (120 грано). Обидва піастри рівні за номіналом, але мали різний поділ. Сицилійський піастр ділився на 12 тарі, а тарі своєю чергою ділився на 20 грано чи 120 пікколо. Ончіа дорівнювала 30 тарі (2½ піастра).
Після об'єднання Сицилійського та Неаполітанського королівств у Королівство обох Сицилій введено нову грошову одиницю — піастр Королівства обох Сицилій.

## Монети
Монети з номіналом у піастрах не карбувалися. Наприкінці XVIII століття мали ходіння монети номіналом в 3 пікколо, в 1, 2, 10 і 20 грано, в 2, 3, 4, 6 і 12 тарі, і в 1 ончію. Монети номіналом аж до 2 грано карбувалися з міді, вищої гідності — зі срібла. У 1801 введені в обіг мідні монети номіналом в 5 і 10 грано, в 1814 - золота монета номіналом в 2 ончії.
Після введення єдиної валюти Королівства обох Сицилій, в 1835 і 1836 ще карбувалися монети, названі «сицилійськими», гідністю в ½, 1, 2, 5 і 10 грано. Неясно, чи малися на увазі нові грано Обох Сицилій або старі сицилійські грано (різниця у вартості - дворазова).